# Carmen (arquitetura)

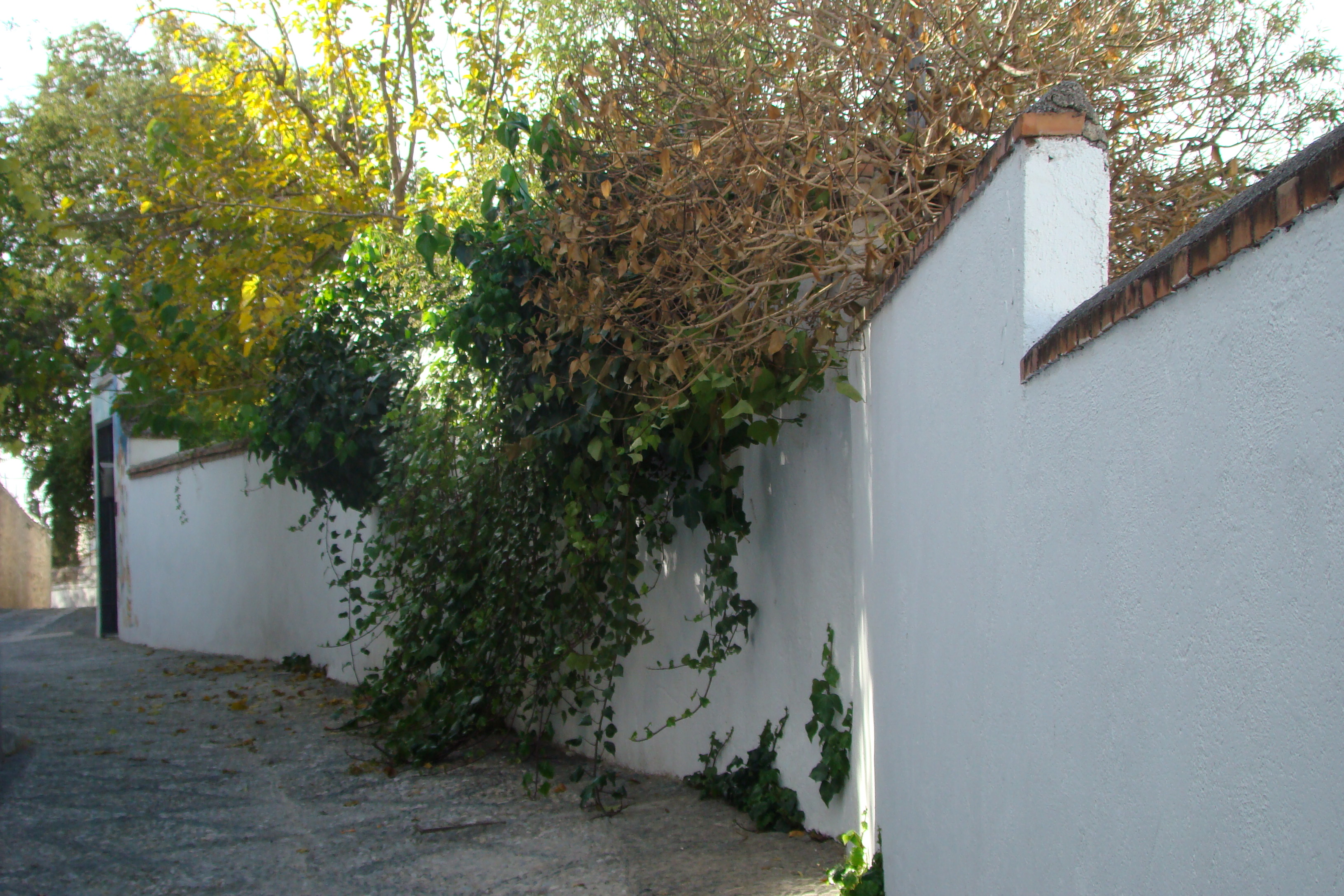
Vista exterior dos muros caiados dum carmen

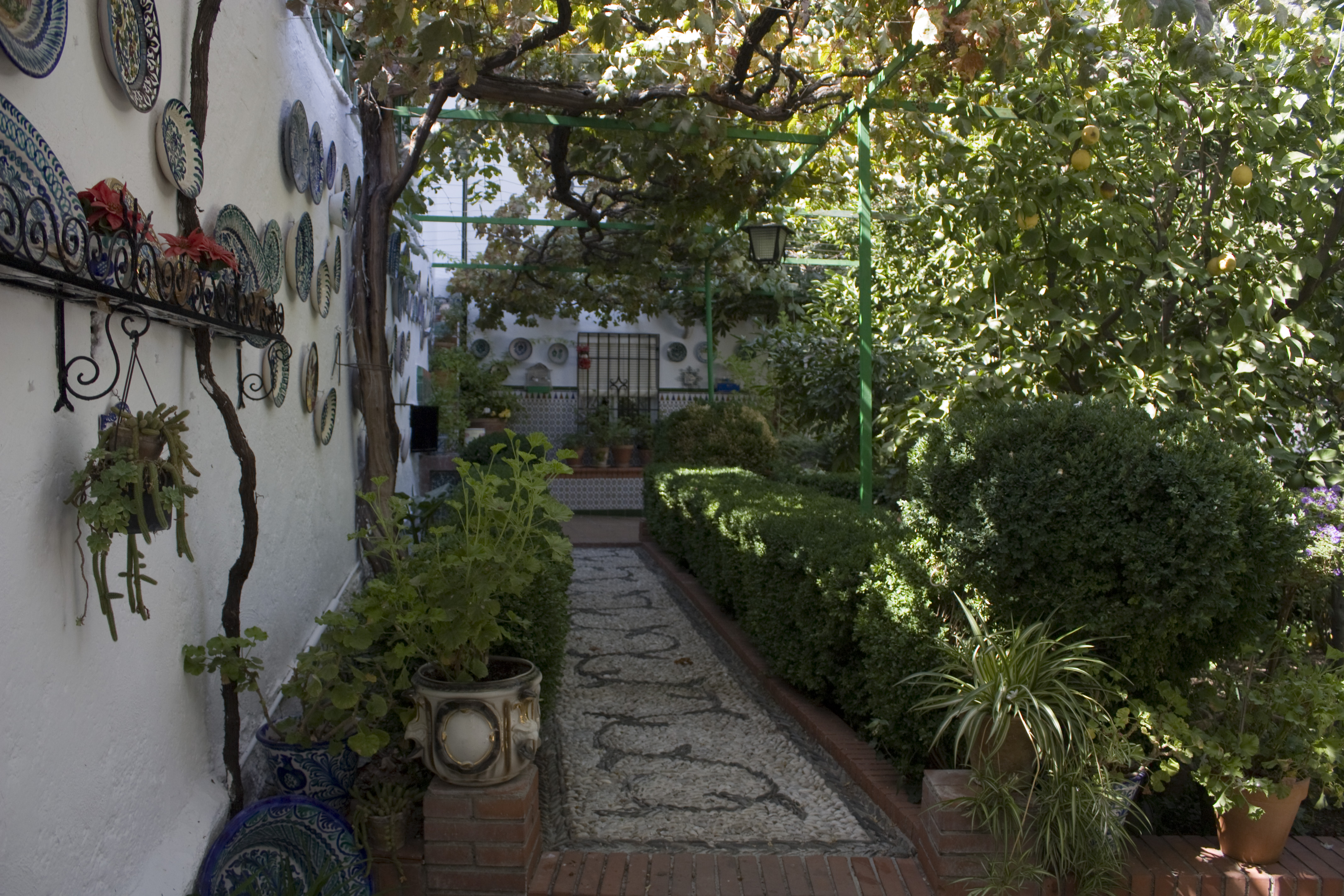
Pátio do Carmen de la Estrella, no bairro do Albaicín

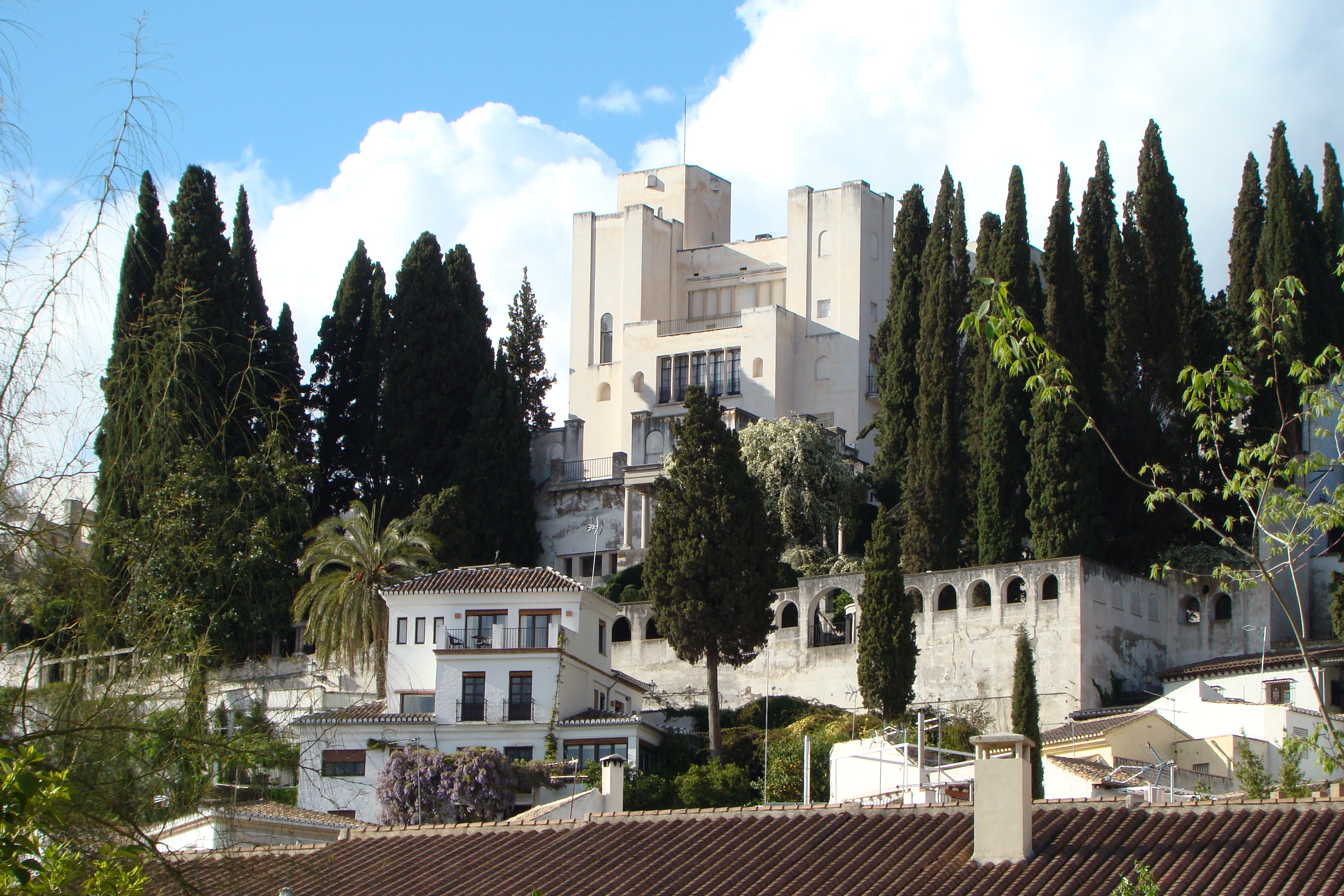
Carmen dos Rodríguez Acosta

Carmen é a designação dum tipo de casas urbanas típico da cidade de Granada, na Andaluzia, sul de Espanha. Caracteriza-se por ser um espaço encerrado ao exterior, cercado por muros relativamente altos, normalmente caiados de branco, no interior do qual há um espaço verde anexo à casa propriamente dita, que é simultaneamente jardim e horta, onde há vegetação frondosa.
Os carmens encontram-se sobretudo nos bairros das colinas da cidade, Albaicín e Realejo, pelo que o seu terreno está geralmente disposto em socalcos. O espaço verde (quintal) não é unicamente jardim nem apenas horta. Em geral também não é uma habitação ou prédio luxuoso, mas sim uma pequena habitação unitária.
É geralmente aceite que o termo "carmen" (em linguagem coloquial também se usa "carme") tem origem no vocábulo hispano-árabe karm que na sua aceção mais ampla significa "vinha", embora no Reino Nacérida de Granada designava um tipo de prédio rústico ou quinta situada extramuros (fora das muralhas da cidade) de Granada.

## História
Originalmente, o karm granadino tinha um caráter eminentemente rústico, embora fosse mais uma quinta de recreio do que uma exploração agrícola, com casa de habitação, jardim e hortas, fontes e tanques e, pelo menos no início, plantações de videiras. Este caráter de quinta de recreio situada extramuros é atestado por numerosos autores da época, como ibne Alcatibe no século IV e o escritor castelhano do século XVI Luis del Mármol Carvajal, que relatava que os caminhos que saíam da cidade em direção à veiga eram percorridos entre carmens e hortas de muita frescura, especialmente junto à porta do Albaicín a que chamavam "Fex el Leuz" (Porta de Fajalauza). No século XVI, Francisco Henríquez de Jorquera ainda descrevia o caráter rústico da maioria dos carmens.
Os carmens começaram a adquirir um caráter mais urbano a partir do começo do século XVII. Em consequência da rebelião dos mouriscos em 1568, que começou no bairro do Albaicín, a população do mesmo foi expulsa em massa, ficando as casas, lojas e outros edifícios ao abandono, pelo que o bairro entrou num acelerado processo de ruína, agravado pelos saques das tropas e pelas fortes tempestades de 1580. A população passou de 30 000 em 1560 para 5 000 no censo de 1620. Foi precisamente no século XVII que o Albaicín adquiriu a imagem tradicional que perdura até hoje, com carmens, hortas e habitat pouco denso.

## Ocarmenmoderno
Contudo, a atual tipologia do chamado "carmen granadino" forjou-se essencialmente no final do século XVIII e início do século XIX, com um caráter acentuadamente romântico. A maior parte dos carmens atualmente existentes datam dessa época, pelo menos na sua versão atual, pois alguns deles foram construídos sobre edificações anteriores. Com frequência adquiriram uma identidade aqruitetónica ou paisagística muito maior do que era tradicional nos carmens. Tal é o casos do Carmen de la Victoria e do dos Chapiteles, no vale do rio Darro, o do Carmen de los Mártires, dos Catalanes e do de  Rodríguez Acosta, todos eles situados na colina do Mauror. O último é muito mais tardio, tendo sido construído no início do século XX segundo os parâmetros do modernismo e art déco.